# Lingua gikuyu
Il gikuyu o kikuyu (nome nativo gĩkũyũ, pronuncia [ɣēkōjó]) è una lingua bantu dell'Africa orientale. Al 2022, è parlata da 8,2 milioni di parlanti totali.

## Distribuzione geografica
Il gikuyu viene parlato principalmente dai rappresentanti dell'omonima popolazione, stanziata nella parte centrale del Kenya, in un'area compresa fra le città di Nyeri e Nairobi. I suoi locutori nel 2009 erano circa 6,6 milioni (pari a circa il 20% della popolazione keniota), risultando quindi il maggior gruppo etnico del Paese. Nel corso degli anni, il numero è cresciuto. I gikuyu identificano il loro territorio come quello ricompreso dalle montagne del Kenya centrale, regione che chiamano Kirinyaga.

## Classificazione
La lingua gikuyu appartiene al gruppo delle lingue kikuyu-kamba (identificato con il codice E50), comprendente varie lingue del Kenya centrale, appartenente al gruppo E delle lingue bantu.

### Dialetti
La lingua gikuyu comprende quattro varianti dialettali mutuamente comprensibili fra loro, che dividono anche il distretto della provincia centrale al suo interno: kirinyaga, muranga (o maragua), nyeri e kiambu.
I gikuyu di Kirinyaga si dividono in due sub-dialetti, ndia e gichũgũ, che parlano rispettivamente i dialetti kĩ-ndia e gĩ-gĩcũgũ; essi non hanno i suoni ch o sh, che sostituiscono con il suono s, quindi la pronuncia di "gĩcũgũ" è opposta a quella di "gĩchũgũ". Per sentir parlare lo ndia è necessario essere a Kerugoya, la città più grande di Kirinyaga..
L'inconfondibile cantilena in dialetto gichugu (che assomiglia nella pronuncia all'embu, una lingua imparentata con il gikuyu) può essere ascoltata nelle aree di coltivazione di caffè di Kianyaga, Gĩthũre, Kathũngũri, Marigiti. I gichugu passano facilmente agli altri dialetti gikuyu più semplici con il resto dei gikuyu.
La divisione di Mwea, che è parte del distretto di Kirinyaga, comprende parlanti di tutte le forme dialettali, principalmente da Kirinyaga, stabilitasi nella seconda metà degli anni '60, subito dopo l'indipendenza dai gikuyu le cui terre sono state prese dai coloni.